# Juan Vairo
Juan Vairo (né le 1er août 1932 à Rosario en Argentine) est un joueur de football argentin, qui jouait au poste de milieu de terrain.

## Biographie
Formé par le Rosario Central, il débute en Primera División argentina en 1950. Trois années plus tard, il est cédé au Boca Juniors, avec qui il remporte le championnat argentin en 1954.
Durant l'été 1955, il part pour l'Europe et rejoint le club italien de la Juventus pour 18 millions de lires. Sous le maillot bianconero, il fait ses débuts en Serie A le 18 septembre 1955, signant un doublé lors des 30 premières minutes contre le SPAL Ferrare, le match se terminant par un nul 2-2. Il dispute au total 11 matchs et inscrit 3 buts, mais, à cause de diverses incompréhensions, il fait un retour anticipé en Argentine en mars 1956, avant de signer pour le Liverpool Fútbol Club in Uruguay.
En 1957, il signe chez le Club Atlético River Plate, où il joue avec son frère Federico Vairo. Il joue ensuite en Colombie à l'Independiente Medellín puis au Deportes Quindío, avant de finir sa carrière au Tigre, en 1965.

## Palmarès
Boca Juniors
- Championnat d'Argentine (1) :
  - Champion : 1954.